# Liste der Baudenkmale in Prohn
In der Liste der Baudenkmale in Prohn sind alle Baudenkmale der Gemeinde Prohn im Landkreis Vorpommern-Rügen und ihrer Ortsteile aufgelistet. Grundlage ist die Veröffentlichung der Denkmalliste des Landkreises Vorpommern-Rügen, Auszug aus der Kreisdenkmalliste vom Juli 2012.

## Gemeinde Prohn
| ID  | Lage                           | Bezeichnung | Beschreibung | Bild                           |
| --- | ------------------------------ | --- | ------------ | ------------------------------ |
| 800 | Prohner Bach (Karte)           | Schöpfwerk |              |                                |
| 804 | Sommerfelder Weg 5a (Karte)    | Kriegerdenkmal 1./2. Weltkrieg |              | Kriegerdenkmal 1./2. Weltkrieg |
| 801 | Stralsunder Straße 22 (Karte)  | Pfarrhaus |              |                                |
| 802 | Stralsunder Straße 22a (Karte) | Pfarrwitwenhaus mit Stall |              |                                |
| 798 | Stralsunder Straße 23 (Karte)  | Kirche mit Friedhof, Feldsteinmauer, Portal u. Torpfeiler sowie mit Grabstätte, Hagemeister (8 Grabsteine, 3 Grabplatten und Einfassung) |              | Weitere Bilder                 |

## Sommerfeld
| ID    | Lage                | Bezeichnung                                                                            | Beschreibung | Bild |
| ----- | ------------------- | -------------------------------------------------------------------------------------- | ------------ | ---- |
| 1042B |                     | Gutsanlage (Park)                                                                      |              |      |
| 1042C |                     | Gutsanlage (Park)                                                                      |              |      |
| 1042D |                     | Gutsanlage (Park)                                                                      |              |      |
| 1042E |                     | Gutsanlage (Park)                                                                      |              |      |
| 1042A | Gartenweg 7 (Karte) | Gutshaus und Park mit Vorfläche und Zufahrtsallee einschließlich Allee und Pflasterung |              |      |

## Quelle
- Denkmalliste des Landkreises Vorpommern-Rügen